# 我們選擇登月

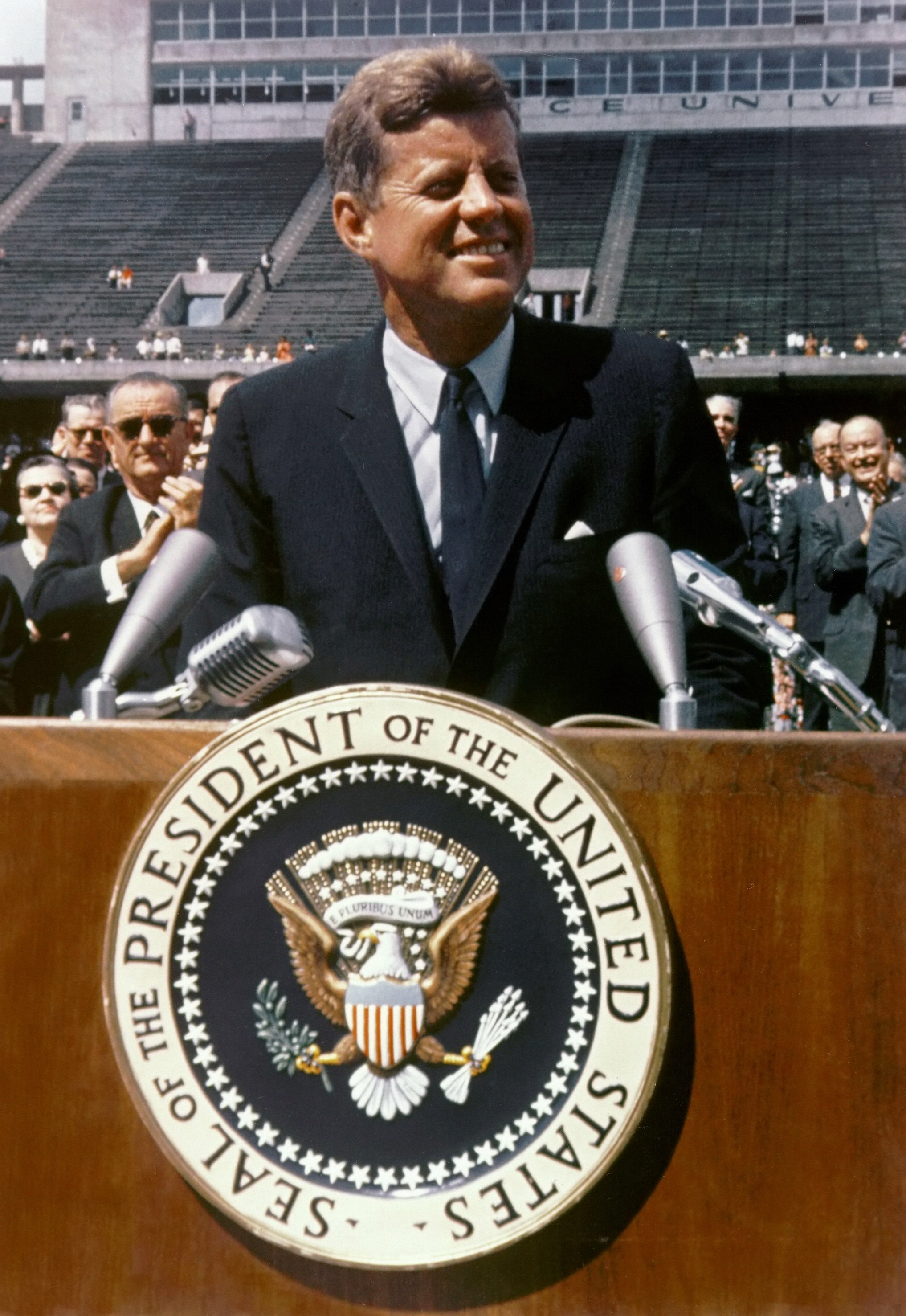
1962年9月12日，约翰·肯尼迪总统在莱斯大学发表《我们选择登月》演讲

《我們選擇登月》，美国官方称作《肯尼迪在莱斯大学关于国家太空事业的演讲》（英語：Address at Rice University on the Nation's Space Effort）是美國總統約翰·甘迺迪于1962年9月12日在得克萨斯州休斯顿莱斯大學發表的演讲。演讲主要由肯尼迪的顾问兼演讲稿撰写人泰德·索伦森撰写，旨在说服美国人民支持阿波罗计划，动员美国国民将人类送上月球。
甘迺迪在演讲時將太空稱為新的疆域，试图唤醒美国民间的开拓精神。他给演讲注入了紧迫感和宿命感，强调美国人享有选择自己命运的自由，而不是让别人左右自己的命运。尽管他呼吁与苏联竞争，但也同意将登月计划打造成联合项目。
尽管当时人们对登月努力的成本和价值感到不信任，但这番讲话引起了广泛的共鸣，至今仍被人们铭记。1969年7月，随着阿波罗11号任务成功完成，肯尼迪的目标最终得以实现。

## 背景
1961年1月，約翰·甘迺迪当选美國總統，当时許多美國人認為美國正在輸掉與蘇聯的太空競賽，因为蘇聯大约四年前成功發射了第一顆人造衛星“斯普特尼克1号”，又于1961年4月12日让俄罗斯宇航员尤里·加加林成为进入太空的第一人，将美国的水星计划甩在了后面。五天后发生的猪湾事件的惨败，更進一步破壞了美國的聲望。
肯尼迪确信，美国在政治上非常需要一项决定性的成就来展现美国在空天领域的优先性，便委托副总统林登·约翰逊以美国国家航空航天局主席的身份，确定这项计划。他特别要求约翰逊调查美国能否就在太空中建立空间站、载人绕月飞行或载人登月这三个方面击败苏联，并估计这项计划所需的执行成本。约翰逊咨询了时任美国国家航空航天局署长的詹姆斯·韦伯，韦伯称美国不可能通过在太空建立空间站击败苏联，而航空航天局也不确定能否比苏联先进行载人绕月飞行，因此最好的选择还是进行载人登月。韦伯认为，如果要在1970年前实现目标，总共需要约220亿美元。约翰逊还咨询了火箭专家韦恩赫尔·冯·布劳恩、伯纳德·施里弗中将、哥伦比亚广播公司弗兰克·斯坦顿、美国电力公司唐纳德·科拉伦斯·库克和凯洛格·布朗·路特公司乔治·洛福斯·布朗。
1961年5月25日，肯尼迪站在国会前，提议美国“应该在这个十年结束前，完成人类登月并安全返回地球的目标。”但此次提议并非深得民心，据盖洛普民调指数显示，58%的美国民众反对该提议。
为了实现肯尼迪的目标，航空航天局为阿波罗计划制定了特别任务，这也需要将美国航空航天局的太空任务行动组扩展成管理载人太空飞行的大型协调中心，也就是后来的林登·约翰逊太空中心。1961年，亨伯尔石油公司以莱斯大学为中介，向航空航天局捐赠了一大片德克萨斯州休斯顿的土地，因而基地的选址就落在当地。1962年9月，在宇航员斯科特·卡彭特和约翰·格伦的陪同下，肯尼迪前往休斯顿进行了为期两天的考察，参观新建的工厂，在两位宇航员的介绍下通过模型了解双子座和阿波罗飞船，参观了格伦在水星计划中首次进入地球轨道时乘坐的“友谊7号”。肯尼迪利用这次考察的机会发表演讲，以争取民众支持国家进军太空，演讲稿初稿由泰德·索伦森撰写，后期肯尼迪进行过修改。

## 演讲
1962年9月12日，晴朗温暖的一天，肯尼迪总统在莱斯大学的体育场对大约4万人发表了演讲。人群中有许多人是莱斯大学的学生。演讲的中间部分被广泛引用，内容如下：
|  | 为了获取新知识，赢得新权利，我们在这全新的领域内扬帆起航。为了全人类的进步，我们必须获取并运用这些新权利。空间科学，正如核科学以及其他一切技术一样，本身并无道德可言，是好是坏，全由人类决断。而且，只有在美国处于领先地位的时候，我们才能最终判断这片新的领域究竟是和平的海洋，还是会变成恐怖的新战场。我不能说跳出保护直面敌人滥用的太空，比跳出保护直面敌人使用的土地或海洋来得要重要，但我可以说，探索和全面应用太空不需要战火磨炼，不需要再次犯下人类将统治威严拓展到全世界时所造成的错误。 眼下太空还没有竞争、偏见和国家冲突。但我们所有人都要面对太空的危险。太空值得全人类尽最大的力量征服，而且和平合作的机会可能永远不会重来。但有人问，为什么选择登月？为什么把这个当成目标？他们也许还会问为什么，为什么我们要登上最高的山峰，为什么要在35年前飞越大西洋，为什么莱斯大学要与德克萨斯大学进行（橄榄球）比赛？ 我们选择登月。我们选择登月……我们选择在这个十年登上月球，并完成其他的事，不是因为它们很简单，而是因为它们很困难，也是因为这个目标可以统筹和测试我们最为顶尖的技术和力量，也是因为这个挑战是我們樂於接受的，是我们不愿推迟的，是我们志在必得的，其他的挑战也是如此。 |

（页面存档备份，存于）
肯尼迪在演讲稿里亲笔加入了关于莱斯大学和得克萨斯大学橄榄球竞赛的调侃，这也是本演讲被体育迷们记得最清楚的一部分。肯尼迪发表演讲时，莱斯大学和得克萨斯大学激战正酣：1930年至1966年间，莱斯大学和得克萨斯大学两校橄榄球赛的创下18胜17负1平的结果，肯尼迪发表演讲后，莱斯大学也仅在1965年和1994年击败过得克萨斯大学。在演讲的后面，肯尼迪还开了一个关于高温的玩笑，这个笑话引起了在场观众的笑声。虽然这些边角料的旁注信息可能削弱了本身演讲稿的修辞力量，而且在德克萨斯州以外也没有引起共鸣，但它们仍时刻提醒人们，德克萨斯州在太空竞赛中所扮演的重要角色。

## 演讲措辞

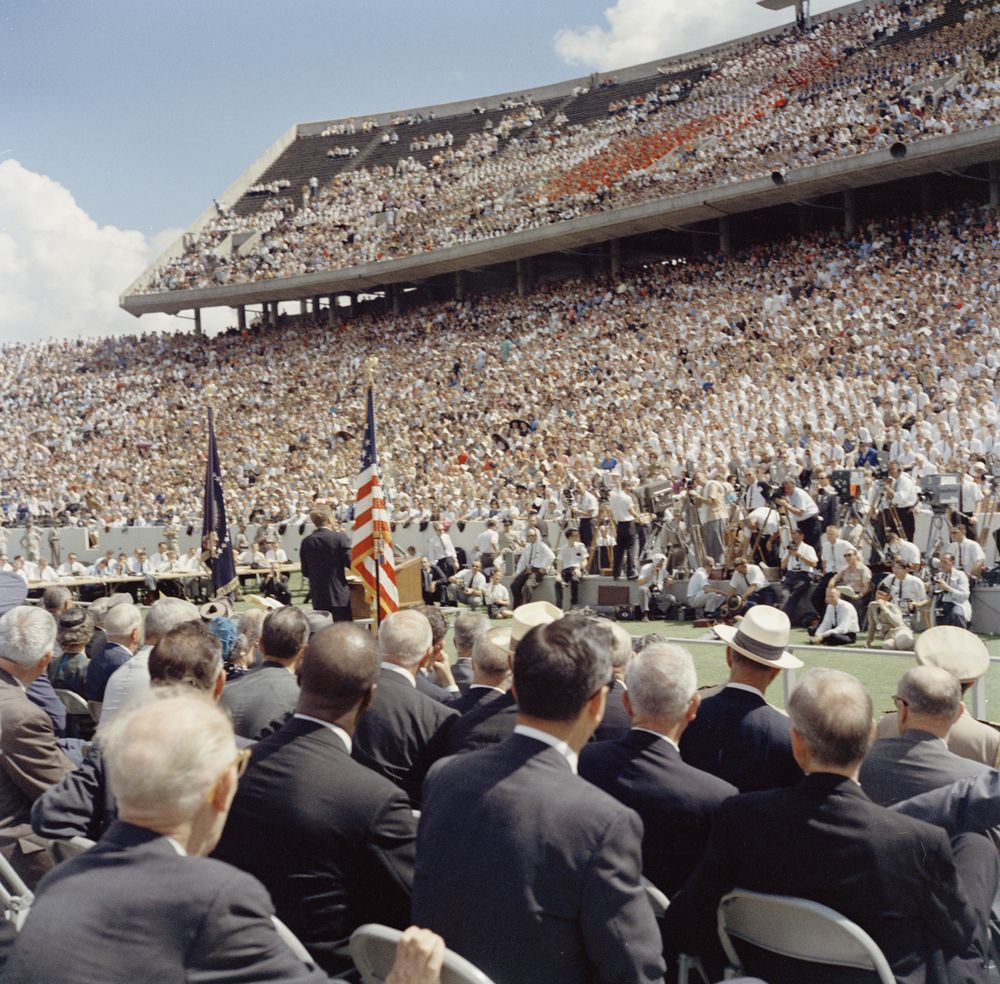
人们在莱斯大学观看肯尼迪的演讲

肯尼迪的演讲主要运用了三种修辞策略：一是将太空描述为具有吸引力的前沿领域，二是巧妙运用时间作为衔接，在拥有紧迫性和合理性的历史性时刻定位这项工作，三是以递进情绪邀请观众们行动起来，燃点开拓精神，登上月球。
演讲中，肯尼迪把探索太空的愿景与美国建国以来一直盛行的开拓精神相提并论，所以引用了他总统就职演讲中向全世界宣布“让我们一起探索星空吧”的号召。1961年6月，肯尼迪会见苏联共产党第一书记兼部长会议主席尼基塔·赫鲁晓夫，提议将登月计划打造成联合项目，但对方没有接纳。肯尼迪在演讲措辞上有反对太空军事化扩张。
肯尼迪寥寥数语便将人类历史的长河浓缩成50年：“我们上个礼拜才发明了盘尼西林、电视跟核能，如果现在最新飞船能够成功抵达金星，那么我们就真正算得在今天子夜前问鼎苍穹了。”肯尼迪拿这个延展的隐喻，试图激起听众的紧迫感，从而改变他们的思想。最为突出的例子是连续说三次“我们选择登月”，紧接着解释原因：“因为这个挑战是我们乐于接受的，是我们不愿推迟的，是我们志在必得的，其他的挑战也是如此”，这是他演讲中的高潮部分。”
在问观众“为什么选择登月？为什么选择登月作为我们的目标？”之前，肯尼迪强调了去太空本质上是一个选择，一个美国人民可以去追求的选择，但他并没有直接宣称这是至关重要的，而是强调了这种努力可能带来的好处，即团结整个国家、提升国家在国际领域的竞争力，以此凸显重要性。正如肯尼迪早些时候在国会演讲上讲的那样：“无论付出怎样的代价，自由是人皆享有的”。这些话强调了美国人享有选择自己命运，不让别人替他们选择的自由。再加上肯尼迪在莱斯大学演讲中运用了大量的修辞手法，这两句话特别适合用来宣告美国开始进行太空竞赛。
肯尼迪还赋予太空一层浪漫主义色彩，让全体美国人民乃至全世界人民共同参与其中，大大增加了观众对太空探索的兴趣。演讲开头，他便形容太空是全人类的新疆域，向观众描绘这个梦想。随后，他将人类历史浓缩在非常短的时间内，向观众展示空间旅行的可能性，告诉观众他们的梦想是可以实现的。最后，他用第一人称复数“我们”，来代表包括在场观众在内全世界怀揣太空探索梦想的人。

## 反响

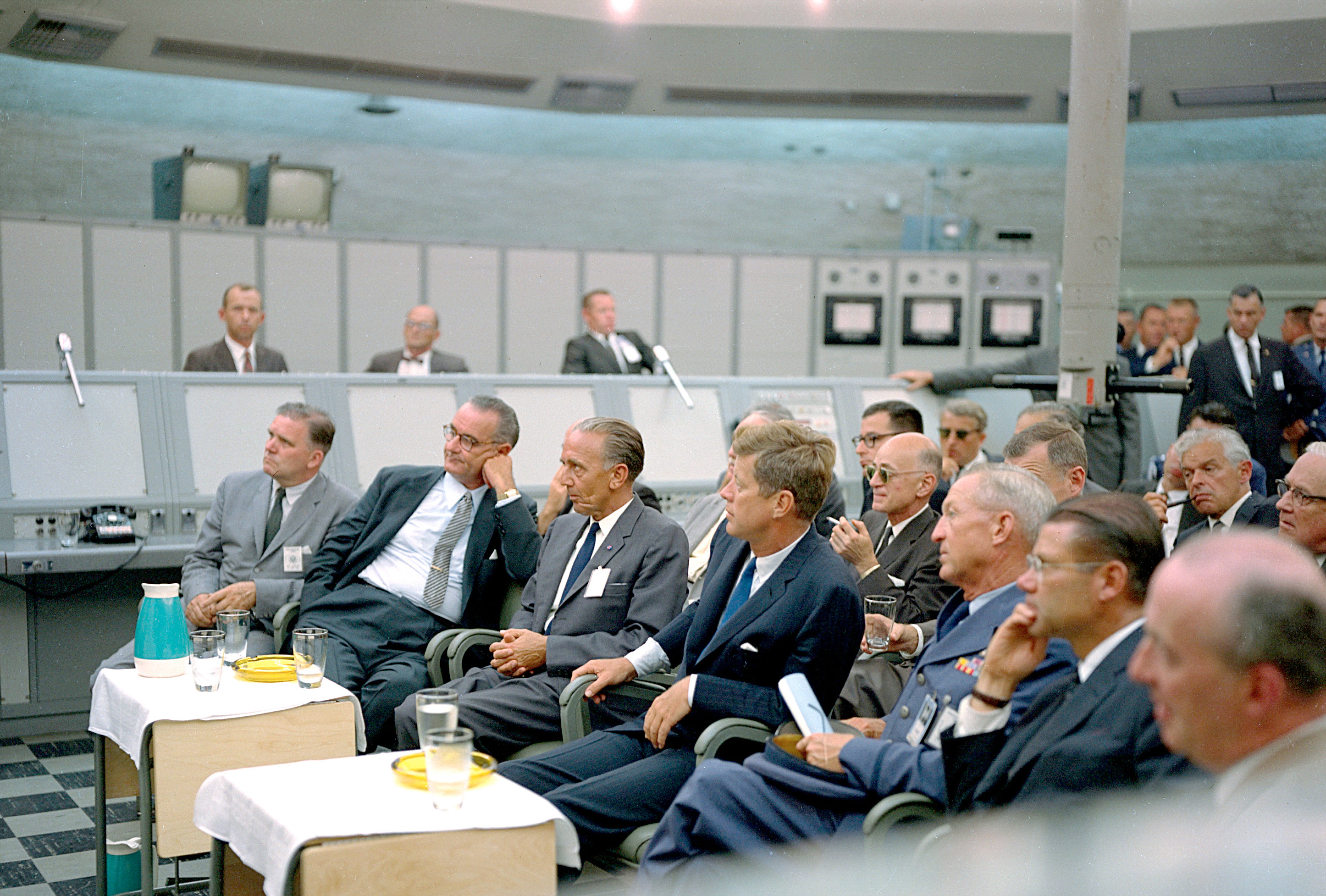
1962年9月11日，肯尼迪在卡纳维拉尔角出席简报会。和他一起坐在前排的有NASA署长詹姆斯·韦伯、副总统林登·约翰逊，NASA发射中心主管库尔特·德布斯、中将莱頓·I·戴维斯和国防部长罗伯特·麦克纳马拉

《德克萨斯月刊》的执行主编保罗·布兰卡（Paul Burka）也出席了那天的演讲集会，他在50年后回忆说，这篇演讲“体现了当时美国人看待未来的方式。这是一次伟大的演讲，它概括了所有有记载的历史，试图将其置身于我们这个时代的历史之中。与当下政治家们的演讲不同，肯尼迪表达出我们国家最好的愿望，而不是最坏的愿望。”隆纳·萨斯和罗伯特·柯尔是莱斯大学的教职人员。柯尔对太空探索计划的成本感到非常惊讶。据他们回忆，当时这个雄心勃勃的目标似乎并没有那么了不起，肯尼迪的演讲在当时看起来也和1960年德怀特·D·艾森豪威尔总统在莱斯大学发表的演讲没有什么不同；然而，艾森豪威尔的演讲早已被人们遗忘，而肯尼迪的演讲却依然被人们铭记。
然而这次演讲在当时并没有平息人们对登月计划日益忧虑的情绪，许多人认为这笔钱其实可以用在其他方面。艾森豪威尔曾认为“花400亿美元去月球简直是疯了。”参议员巴里·戈德华特认为，进行民用太空计划是将更为重要的军事计划搁置到了一边。参议员威廉·普罗斯米利担心科学家们会将研究重心从军事转移到太空探索上来，预算削减在所难免。1963年9月20日，肯尼迪在联合国大会上发表了另一次演讲，再次提出了联合登月的建议。时任苏联共产党第一书记赫鲁晓夫一开始仍持谨慎态度，并在1963年10月发布的一份声明中，回称苏联没有将宇航员送上月球的计划。但他的军事顾问以联合登月将使苏联获得美国的技术为由，说服他改变了立场。1963年4月、8月至10月，肯尼迪曾多次下令对阿波罗计划进行评估。最终评估报告于肯尼迪遇刺一周后的1963年11月29日完成。

## 后续

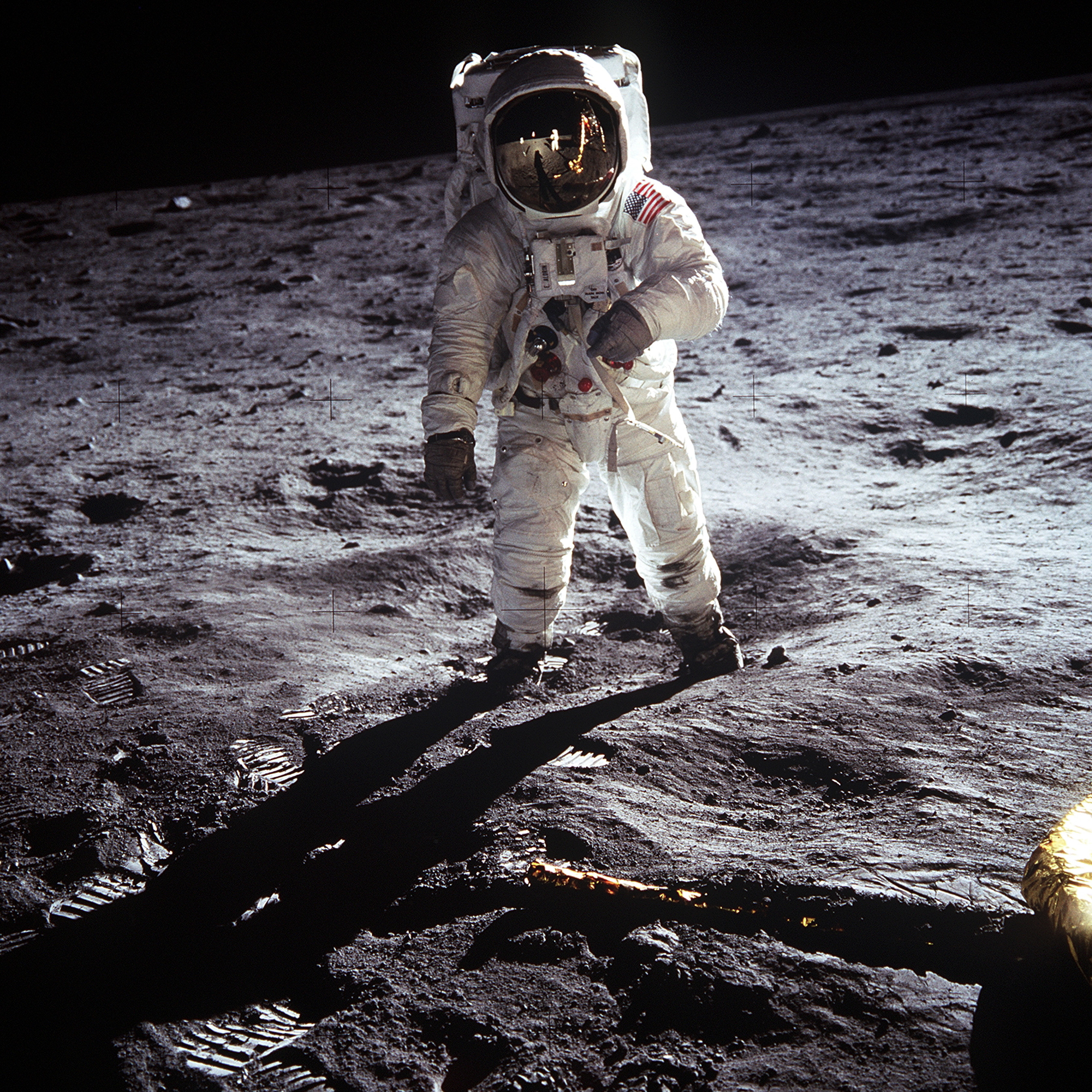
1969年，巴兹·奥尔德林在月球上（由尼尔·阿姆斯特朗拍摄）

肯尼迪去世后，联合登月的想法被人们抛弃，但阿波罗计划最终成为对他的纪念。1969年7月，阿波罗11号成功登月，肯尼迪的目标得以实现。这一成就仍然是肯尼迪演讲的一项长期遗产，但肯尼迪的演讲中并没有说明目标实现后下一步应该做什么。阿波罗登月计划并没有开创探索月球的时代，1972年的阿波罗17号过后，人类就再没有尝试过载人登月。随后，阿波罗计划被彻底取消。后来的航天飞机和国际空间站从未像阿波罗计划那样吸引公众想象力，而美国国家航空航天局在阿波罗计划资源不足的情况下，努力实现了他们的愿景。1989年乔治·H·W·布什总统、2004年乔治·W·布什总统和2017年唐納·川普总统都宣布了其雄心勃勃的太空探索计划，但美国太空计划的前景现仍然不明朗。

## 演讲台
肯尼迪发表演讲时所用的讲台现在休斯敦航天中心展出。

### 引用
1. ↑  . 德国之声.   [2020-11-01]. （原始内容存档于2019-07-20）.
2. ↑  . BBC. 2019-07-16  [2020-11-01]. （原始内容存档于2020-11-19）.
3. ↑  池涵. . 科学网. 《中国科学报》.   [2021-01-02]. （原始内容存档于2020-09-24）.
4. 1 2  Logsdon 2011，第29頁.
5. ↑  Young, Silcock & Dunn 1969，第109頁.
6. ↑  Jordan 2003，第209頁.
7. 1 2  Young, Silcock & Dunn 1969，第109–112頁.
8. ↑  . NASA. 2004-05-24  [2015-05-24]. （原始内容存档于2019-02-08）.
9. ↑  Young, Silcock & Dunn 1969，第162頁.
10. ↑  Jordan 2003，第211頁.
11. 1 2  Keilen, Eugene.  (PDF). The Rice Thresher. 1962-09-19: 1  [2018-03-11]. （原始内容存档 (PDF)于2018-03-11）.
12. ↑  Malangone, Abigail. . The JFK Library Archives: An Inside Look. 2017-09-12  [2019-01-06]. （原始内容存档于2020-12-12） （美国英语）.
13. 1 2 3 4  Boyd, Jade. . Rice University. 2012-08-30  [2018-03-20]. （原始内容存档于2018-02-02）.
14. 1 2 3  英文原文见：. NASA.   [2018-03-19]. （原始内容存档于2019-04-29）.
15. ↑  . . Hoboken, NJ, USA: John Wiley & Sons, Inc. 2017-03-17: 289–294  [2021-01-01]. ISBN 978-1-119-41358-5. （原始内容存档于2021-01-17）.
16. ↑  Davis, Brian. . Austin American-Statesman. 2015-09-08  [2018-03-20]. （原始内容存档于2019-05-10）.
17. ↑  Khan, Sam Jr. . ESPN. 2019-09-11  [2019-10-13]. （原始内容存档于2020-11-14） （英语）.
18. ↑  Feigen, Jonathan. . Houston Chronicle. 2015-09-10  [2018-03-20]. （原始内容存档于2020-09-26）.
19. ↑  Hightower, Brantley. . Medium. 2016-04-20  [2018-03-20]. （原始内容存档于2020-12-26）.
20. 1 2  Jordan 2003，第214頁.
21. ↑  . John F. Kennedy Presidential Library & Museum.   [2018-03-11]. （原始内容存档于2020-12-14）.
22. 1 2 3 4  Logsdon 2011，第32頁.
23. ↑  Kennedy, John. . John F. Kennedy Presidential Library and Museum.   [2018-03-10]. （原始内容存档于2018-03-10）.
24. ↑  Jordan 2003，第217–218頁.
25. ↑  Kennedy, John. . John F. Kennedy Presidential Library and Museum.   [2018-03-10]. （原始内容存档于2018-09-07）.
26. ↑  Jordan 2003，第219–220頁.
27. ↑  Jordan 2003，第220–221頁.
28. ↑  Jordan 2003，第224頁.
29. ↑  Young, Silcock & Dunn 1969，第197頁.
30. ↑  Young, Silcock & Dunn 1969，第197–198頁.
31. ↑  . John F. Kennedy Presidential Library & Museum. September 20, 1963  [2018-03-11]. （原始内容存档于2018-03-11）.
32. ↑  Young, Silcock & Dunn 1969，第202–207頁.
33. 1 2  Glass, Andrew. . Politico. 2017-09-20  [2018-03-19]. （原始内容存档于2018-03-20）.
34. ↑  Neilon, John J. . Encyclopedia of Space Science and Technology (Hoboken, NJ, USA: John Wiley & Sons, Inc.). 2013-07-18  [2021-01-01]. ISBN 978-0-471-26386-9. （原始内容存档于2021-01-17）.
35. ↑  Logsdon 2011，第33頁.
36. ↑  . Space Center Houston.   [2020-03-13]. （原始内容存档于2021-01-07）.

### 文献
- Jordan, John W. . Rhetoric and Public Affairs. Summer 2003, 6 (2): 209–231. ISSN 1094-8392. JSTOR 41940312. doi:10.1353/rap.2003.0047.
- Logsdon, John M. . Issues in Science and Technology. Spring 2011, 27 (3): 29–34. ISSN 0748-5492. JSTOR 43315485.
- Young, Hugo; Silcock, Bryan; Dunn, Peter M. . London: Jonathon Cape. 1969.

## 延伸阅读
- DeGroot, Gerard. . London: Vintage Books. 2008. ISBN 978-1-84413-831-9. OCLC 438328453.
- Launius, Roger D. . New York: Oxford University Press. 2011. ISBN 978-0-230-11010-6. OCLC 707157323.
- Logsdon, John M. . Basingstoke: Palgrave Macmillan. 2011. ISBN 978-0-230-11010-6. OCLC 707157323.